# دنی اونگایس
دنی اونگایس (انگلیسی: Danny Ongais؛ زادهٔ ۲۱ مهٔ ۱۹۴۲ در کاهیلوئی، ماویی، هاوایی) رانندهٔ سابق مسابقات اتومبیل‌رانی اهل ایالات متحده آمریکا است که از فصل ۱۹۷۷ تا ۱۹۷۸ در مجموع در شش گراند پری از مسابقات جهانی فرمول یک شرکت کرد، اما موفق به کسب هیچ امتیازی نشد.